# Angraecum meirax
Angraecum meirax är en orkidéart som först beskrevs av Heinrich Gustav Reichenbach, och fick sitt nu gällande namn av Joseph Marie Henry Alfred Perrier de la Bâthie. Angraecum meirax ingår i släktet Angraecum och familjen orkidéer. Inga underarter finns listade i Catalogue of Life.